# 5 minutes au paradis
Albums de Bernard Lavilliers
Acoustique
(2014) Sous un soleil énorme
(2021)
5 minutes au paradis est le 22e album de Bernard Lavilliers enregistré en studio.
Pour construire cet album « à dominante pop-rock », il s'entoure d'artistes avec qui il a déjà collaboré sur des projets précédents comme Romain Humeau (Eiffel) ou Fred Pallem, et sollicite aussi Benjamin Biolay, Florent Marchet ou encore le groupe Feu! Chatterton, qui représentent selon L'Humanité « la nouvelle génération de la chanson française ». C'est d'ailleurs le titre Charleroi, créé avec Feu! Chatterton, qui sera le premier single de l'album. Jeanne Cherhal est aussi présente pour chanter L'Espoir, titre qui clôture l'album,. 

## Liste des titres
L'album comprend onze chansons :
| No  | Titre                                 | Paroles            | Musique | Durée |
| --- | ------------------------------------- | ------------------ | --- | ----- |
| 1.  | La Gloire                             | Pierre Seghers     | Bernard Lavilliers - Fred Pallem                                                                             | 3:07  |
| 2.  | Croisières méditerranéennes           | Bernard Lavilliers | Bernard Lavilliers - Romain Humeau                                                                           | 4:03  |
| 3.  | Charleroi                             | Bernard Lavilliers | Bernard Lavilliers                                                                                           | 4:54  |
| 4.  | Montparnasse - Buenos Aires           | Bernard Lavilliers | Pascal Arroyo                                                                                                | 3:39  |
| 5.  | Muse                                  | Bernard Lavilliers | Bernard Lavilliers                                                                                           | 4:29  |
| 6.  | 5 minutes au paradis                  | Bernard Lavilliers | Bernard Lavilliers - Fred Pallem                                                                             | 3:21  |
| 7.  | Vendredi 13                           | Bernard Lavilliers | Bernard Lavilliers - Michaël Lapie                                                                           | 4:22  |
| 8.  | Paris la grise                        | Bernard Lavilliers | Xavier Tribolet                                                                                              | 3:17  |
| 9.  | Fer et défaire                        | Bernard Lavilliers | Bernard Lavilliers - Fred Pallem                                                                             | 3:02  |
| 10. | Bon pour la casse                     | Bernard Lavilliers | Bernard Lavilliers - Michaël Lapie - Clément Doumic - Raphaël de Pressigny - Antoine Wilson - Sébastien Wolf | 3:14  |
| 11. | L'Espoir (en duo avec Jeanne Cherhal) | Bernard Lavilliers | Bernard Lavilliers                                                                                           | 4:03  |

La version en "édition limitée" contient le DVD Le Comptoir des voyageurs avec des extraits du concert du 22 juillet au Festival de Thau à Mèze qui comprend 5 titres: San Salvador, Betty, Les Barbares, Les Mains d'or et Est-ce ainsi que les hommes vivent en duo avec Dominique Mahut.

## Musiciens
- Bernard Lavilliers : Chant, guitare
- Jeanne Cherhal : Chant sur L'Espoir
- Florent Marchet : Claviers, piano et basse.
- Fred Pallem: Basse, guitare, claviers et arrangements cordes.
- Romain Humeau : Guitare électrique et acoustique, arrangements cordes, percussions, programmations et chœurs.
- Benjamin Biolay : Piano et basse.
- Feu! Chatterton : Clément Doumic (guitare et claviers), Antoine Wilsson (basse et claviers), Sebastien Wolf (guitare et claviers) et Raphaël de Pressigny (batterie)

- Xavier Tribolet : Piano et Orgue Hammond.
- Nicolas Bonnière : Guitare électrique et percussions.
- Ludovic Bruni : Guitare électrique, acoustique et barytone.
- Nicolas Fiszman : Guitare et basse
- François Poggio : Guitares
- Hugo Cechosz : Basse et percussions.
- Estelle Humeau : Percussions, piano et traverso.
- Raphaël Chassin, Denis Benarrosh, Guilaume Marsault, Emiliano Turi : Batterie
- Abraham Manfaroll, Thomas Ostrowiecki : Percussions
- Rémi Sciuto : Saxophone Baryton
- Sylvain Bardiau : Trompette
- Frederic Gastard : Saxophone Ténor
- Mathias Malher : Trombone

- Richard George, Everton Nelson, Ian Humphries, Tom Pigott-Smith, Emil Chakalov : Violon
- Ian Burdge et Jonny Byers : Violoncelle
- Rachel Robson, Frances Dewar et Reiad Chibah : Alto
- Richard Pryce et Lucy Shaw : Contrebasse

## Critique
Selon Culturebox, l'album est « souvent mélange d'indignation et de colère, face aux turpitudes du monde actuel », mais comporte « deux boléros légèrement jazzy qui apportent un peu de rêverie nostalgique, en contrepoint du reste de l'album ». Il s'agit de Montparnasse Buenos-Aires et Paris la grise, deux titres auxquels Benjamin Biolay a apporté sa contribution.

## Ventes
L'album est certifié disque d'or, en France, le 1er décembre 2017 pour une équivalence de 50 000 ventes.